# Џејмс Вилсон (Доктор Хаус)
Доктор Џејмс Вилсон (енгл. James Wilson)  је измишљени лик, протагониста Фоксове болничке серије Доктор Хаус. Глуми га Роберт Шон Леонард.
Вилсон је шеф Одсека онкологије у болници Принстон - Плејнсборо (енгл. Princeton-Plainsboro Teaching Hospital). Једини је прави пријатељ доктору Грегорију Хаусу, и често му пружа помоћ, и на професионалном и на личном плану.

## Биографија
У пилот епизоди серије Др Хаус открива се да је Вилсон Јевреј, у тренутку када Др Ерик Форман каже како је у фрижидеру пацијенткиње која је у том тренутку на лечењу у болници, а за коју је Вилсон тврдио да му је рођака да би натерао Хауса да преузме случај, нашао шунку. У епизоди Damned If You Do Вилсон позива Хауса на божићну вечеру. Када Хаус укаже на чињеницу да је Вилсон Јевреј, Вилсон ће га позвати на Ханука вечеру.
У епизоди Histories, открива се Вилсон има два брата, од којих је један бескућник, а Вилсон га није видео девет година.